# 장자백
장자백(張子伯)은 조선시대의 판소리 명창이다. 전라북도 순창에서 태어났다. 김세종의 제자로 동편제의 명창이다. 《춘향가》와 《변강쇠타령》을 잘 불렀다. 미남자로 풍채가 좋은 데다 의연한 너름새와 탁월한 솜씨로 청중을 휘어잡았다. 그의 더늠은 《춘향가》중에서 광한루 경치 대목이다.